# Hoge Ardennen

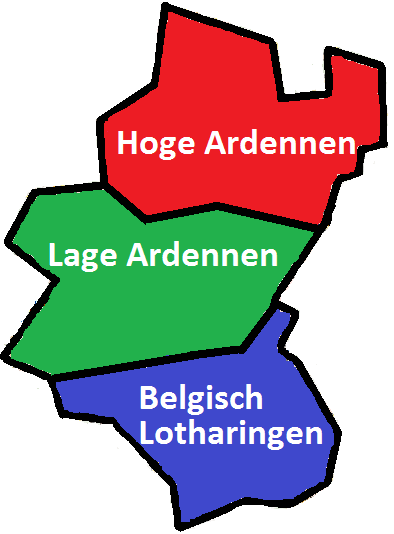
Hoge Ardennen in de provincie Luxemburg

De Hoge Ardennen zijn dat gedeelte van de Ardennen dat zich in het (noord)oosten van dit heuvelland bevindt. Deze omvatten in België het oostelijk deel van de provincie Luik en het noorden en het midden van de Provincie Luxemburg en verder het noordelijk gedeelte van het land Luxemburg, de Ösling. De Hoge Ardennen vormen net als het aangrenzende Land van Herve en de oostelijke rand van de Centrale en Oostelijke Condroz onderdeel van de Weidestreek.
Men vindt in dit gebied dan ook de hoogste berg van België en de Ardennen, de Signaal van Botrange, 694 m. Zuidwestelijk hiervan ligt ook de Baraque de Fraiture, 652 m.
De hoogvlakte van de Hoge Venen bevindt zich eveneens in dit gebied, daar ligt bijvoorbeeld de Signal de Botrange. Een onderdeel van de Hoge Ardennen is ook het Veen van Malchamps, zoals de naam aangeeft een veengebied.
De Lage Ardennen liggen ten zuiden tegen de Hoge Ardennen aan. De hoogte daar komt tot net 500 m.